# Deutsche Barockgalerie

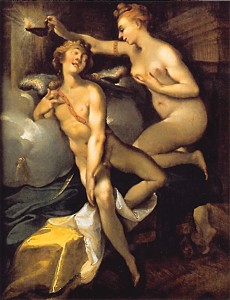
Joseph Heintz der Ältere: Amor und Psyche, um 1605 (zu sehen in der Deutschen Barockgalerie)

Die Deutsche Barockgalerie befindet sich im Schaezlerpalais in Augsburg und stellt eine bedeutende Kunstsammlung von Werken aus der Zeit des Barock dar. Sie umfasst Gemälde aus dem Besitz der Städtischen Kunstsammlungen Augsburg und Leihgaben von privaten Sammlern.

## Geschichte und Trägerschaft
Die Deutsche Barockgalerie wurde nach 1958 eingerichtet, als die Stadt Augsburg von dem Ehepaar Wolfgang Lorenz und Hilda Sophia von Schaezler das bis dahin in Familienbesitz befindliche Schaezlerpalais überlassen bekommen hatte. Für die Einrichtung der Ausstellung bediente man sich einerseits bei den umfangreichen Kunstsammlungen der Stadt selbst, die größtenteils den Zweiten Weltkrieg unbeschadet überstanden hatten, und übernahm andererseits Leihgaben und Schenkungen von privaten Sammlern.
Nachdem eine Sanierung und Modernisierung des Schaezlerpalais unumgänglich geworden war, wurde die Deutsche Barockgalerie für mehrere Jahre geschlossen und im Februar 2006 mit dem restlichen Gebäude und den nebenan liegenden weiteren Museen wiedereröffnet. Die Deutsche Barockgalerie ist Teil der Kunstsammlungen und Museen Augsburg der Stadt Augsburg.

## Ausstellung

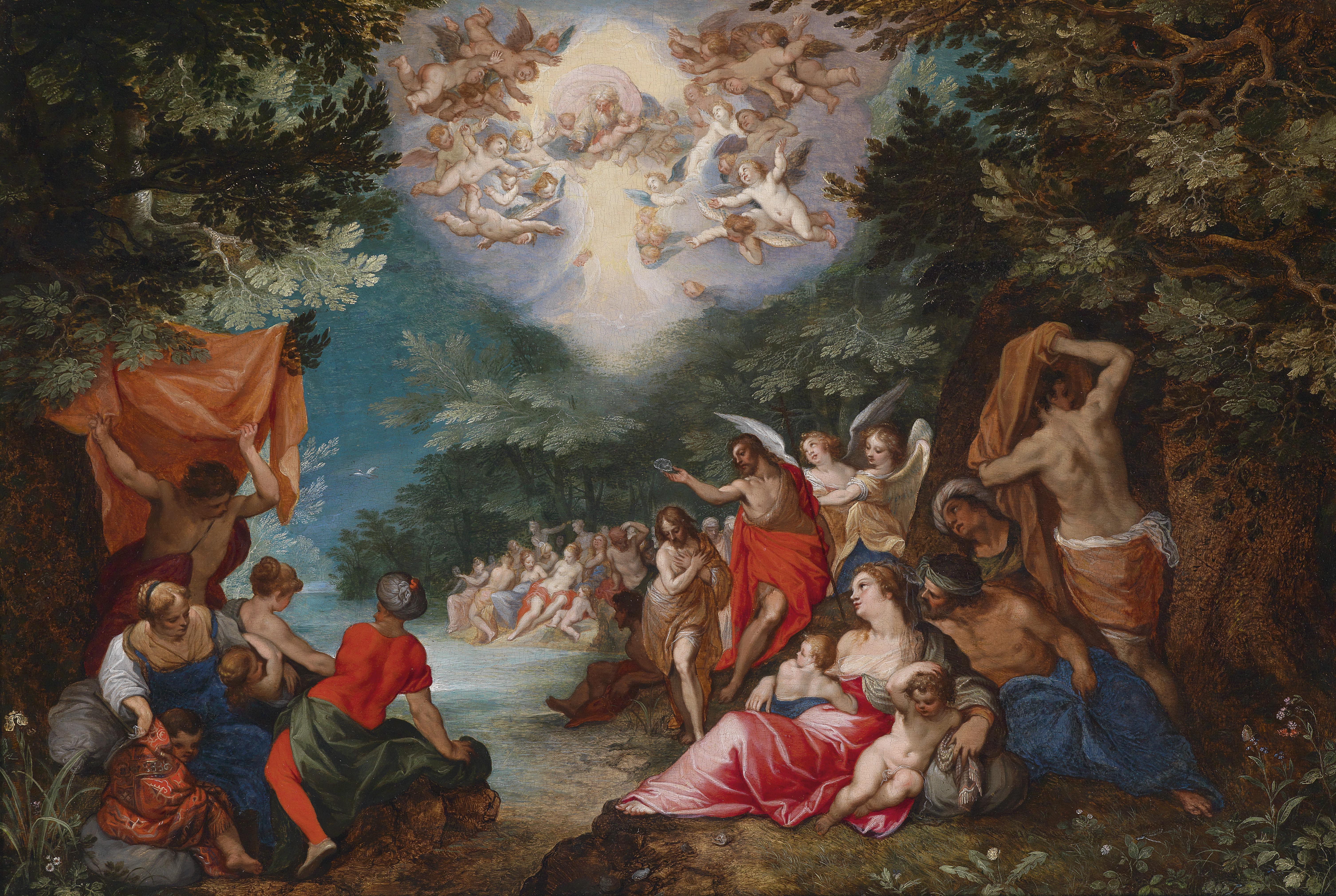
Jan Brueghel der Ältere und Hans Rottenhammer: Die Taufe Christi im Jordan, um 1600

Die Ausstellung der Deutschen Barockgalerie konzentriert sich vor allem auf die Malerei des 16. bis 18. Jahrhunderts, zeigt daneben aber auch Grafiken seit dem 15. Jahrhundert. Einen besonderen Schwerpunkt bilden Künstler aus Augsburg und Schwaben, die in dieser Zeit hier wirkten und außer durch ihre Bilder auch zum Beispiel durch Deckenfresken oder Altarbilder in Kirchen berühmt wurden, unter anderem Matthäus Günther, Johann Evangelist Holzer und Joseph Heintz der Ältere.
Daneben sind aber auch Werke von Künstlern ausgestellt, die im gesamten süddeutschen Raum wirkten und deren Namen heute mit der Kunst des Barock verknüpft werden, so zum Beispiel Johann Heinrich Schönfeld oder Georg Philipp Rugendas. Der Überblick über die barocke Malerei wird ergänzt durch Gemälde von weiteren Berühmtheiten wie Georg Flegel, Johann Heinrich Füssli, Anton Graff, Anton Raphael Mengs oder Johann Heinrich Tischbein dem Älteren. Mit Bildern von Angelika Kauffmann besitzt die Sammlung auch Werke einer weiblichen Künstlerin, was zu dieser Zeit noch recht selten war.

## Lage
Die Deutsche Barockgalerie wurde im Schaezlerpalais, einem ehemaligen Stadtschloss des Bankiers Benedikt Adam Freiherr von Liebert, Edler von Liebenhofen, in der Maximilianstraße im Herzen der Augsburger Altstadt untergebracht. Sie teilt sich die Räumlichkeiten unter anderem mit der Graphischen Sammlung der Stadt Augsburg und der Staatsgalerie Altdeutsche Meister.